# 珍妮特島
珍妮特島是俄羅斯的島嶼，位於東西伯利亞海，屬於德朗群島的一部分，由薩哈共和國負責管轄，長2公里，面積3.3平方公里，最高點海拔高度107米。珍妮特島是由美國的北極探險隊珍妮特號成員所發現。

## 歷史
珍妮特島是在1881年由海軍中尉喬治•華盛頓•德隆率領的珍妮特號探險隊所發現。1879年珍妮特號出航，目標抵達弗蘭格爾島並探索北極周圍的北極海之開放區域。

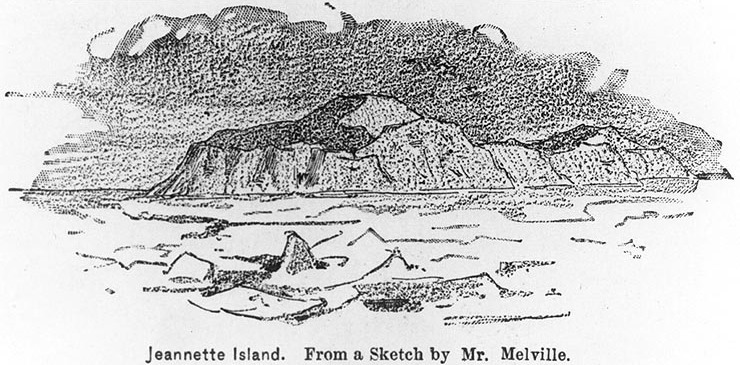
珍妮特島 by George Melville, 1881年5月

然而在1879年的9月，船駛進赫勒爾德島附近的浮冰區並被困住。船隻隨著浮冰飄移，經過弗蘭格爾島的北方，在1881年5月船抵達了珍妮特島和韓瑞塔島。
根據"The Annual Report of the Secretary of the Navy, for the Year 1882"一書，珍妮特號派出一支雪撬隊伍登島，懸掛艦尾旗，並宣告該島為美國所有。七月二日，由 George W. Melville派遣的科考隊登陸，建造一座「凱恩石堆 （页面存档备份，存于）」以記錄他們的到訪。
1910至1915年，俄國水文地理學家Boris Vilkitsky發起北極海航道考察 （页面存档备份，存于），考察隊駕駛「Vaygach」破冰船試圖接近珍妮特島以繪製珍妮特島及韓瑞塔島的地圖，但厚重的冰層阻斷他們的去路。1916年，俄羅斯駐倫敦大使館發佈俄國政府對北極海域島嶼的所有權聲明，之後蘇聯政府繼承這份宣告。
基於1881年的探險，少部分美國人仍然認為包含珍妮特島的德隆群島屬於美國，美國政府則不爭取其對德隆群島的所有權，並認定其為俄羅斯領土。